# Mischocyttarus clavicornis
Mischocyttarus clavicornis är en getingart som beskrevs av Cooper 1997. Mischocyttarus clavicornis ingår i släktet Mischocyttarus och familjen getingar. Inga underarter finns listade i Catalogue of Life.